# Бондарев, Виктор Николаевич
Ви́ктор Никола́евич Бо́ндарев (род. 7 декабря 1959, село Новобогородицкое, Воронежская область, РСФСР, СССР) — российский военачальник и государственный деятель.
Председатель Комитета Совета Федерации  Российской Федерации по обороне и безопасности с 27 сентября 2017 года по 11 октября 2023 года, первый заместитель председателя того же Комитета с 11 октября 2023 года.  Сенатор Российской Федерации от исполнительной власти Кировской области с 19 сентября 2017 года. Главнокомандующий Воздушно-космическими силами Российской Федерации (1 августа 2015 — 26 сентября 2017), Главнокомандующий Военно-воздушными силами Российской Федерации (6 мая 2012 — 1 августа 2015). Генерал-полковник (2014). Герой Российской Федерации (2000). Кандидат технических наук.
Из-за поддержки нарушения территориальной целостности Украины во время российско-украинской войны находится под персональными международными санкциями Евросоюза, США, Великобритании и ряда других стран.

## Биография
Родился 7 декабря 1959 года в селе Новобогородицкое Петропавловского района Воронежской области.
В Вооружённых Силах СССР с августа 1977 года. В 1981 году окончил Борисоглебское высшее военное авиационное училище лётчиков имени В. П. Чкалова. Лётчик-инструктор, командир звена в Барнаульском высшем военном авиационном училище лётчиков имени Главного маршала авиации К. А. Вершинина (1981—1989).
С 1989 по 1992 год — обучался в Военно-воздушной академии имени Ю. А. Гагарина. По окончании академии старший штурман, командир эскадрильи в Борисоглебском учебном центре подготовки лётного состава имени В. П. Чкалова, затем командир эскадрильи, заместитель командира штурмового авиационного полка. С сентября 1996 по октябрь 2000 года — командир 899-го гвардейского штурмового авиационного Оршанского дважды Краснознамённого ордена Суворова полка имени Ф. Э. Дзержинского (Бутурлиновка, Воронежская область). Пилотировал самолёты Л-29, МиГ-21, Су-25 и их модификации.
С 2000 по 2002 год — заместитель командира, а с 2004 по 2006 год — командир 105-й смешанной авиационной дивизии 16-й воздушной армии (Воронеж). Участвовал в первой чеченской войне (более 100 боевых вылетов) и во второй чеченской войне (свыше 300 боевых вылетов).
21 апреля 2000 года «за мужество и героизм, проявленные при исполнении воинского долга в условиях, сопряжённых с риском для жизни» полковнику Бондареву присвоено звание Героя Российской Федерации.
С 2002 по 2004 год проходил обучение в Военной академии Генерального штаба Вооружённых Сил Российской Федерации. В 2005 году присвоено воинское звание «генерал-майор».
С мая 2006 года — заместитель командующего 14-й армией ВВС и ПВО (Новосибирск). С 9 июня 2008 года — командующий 14-й армией ВВС и ПВО. С августа 2009 года — командующий 2-м командованием ВВС и ПВО. С июля 2009 года — заместитель Главнокомандующего Военно-воздушными силами Российской Федерации. С июля 2011 по 6 мая 2012 года — начальник Главного штаба — 1-й заместитель Главнокомандующего Военно-воздушными силами.
С 6 мая 2012 года — Главнокомандующий Военно-воздушными силами России. Указом Президента России 9 августа 2012 года присвоено воинское звание «генерал-лейтенант».
Во время авиационной части военного парада на Красной площади 9 мая 2015 года лично пилотировал самолёт Ту-160.
Указом Президента России 11 августа 2014 года присвоено воинское звание генерал-полковник.
С 1 августа 2015 года — первый Главнокомандующий новым видом Вооружённых сил — Воздушно-космическими силами Российской Федерации. С началом военной операции России в Сирии в сентябре 2015 года осуществлял руководство Авиационной группой ВКС России в Сирии.
В мае 2016 года лично проверил реконструированную взлётно-посадочную полосу на военном аэродроме Приволжский. Выполнил комплекс фигур высшего пилотажа на истребителе МиГ-29: взлёт на форсаже, полупереворот, вираж, «ухо», «горку», «бочки», «кадушку».
17 марта 2016 года Верховный главнокомандующий Вооружёнными силами Российской Федерации Владимир Путин вручил Главнокомандующему ВКС России генерал-полковнику Виктору Бондареву Боевое знамя Воздушно-космических сил РФ.
Имеет общий налёт более 3 тысяч часов. Классная квалификация «лётчик-снайпер». Кандидат технических наук. Являлся членом редакционной коллегии журнала «Военная мысль».
19 сентября губернатор Кировской области Игорь Васильев наделил Виктора Бондарева полномочиями члена Совета Федерации Федерального собрания Российской Федерации.
26 сентября 2017 года указом Президента России Владимира Путина освобождён от должности Главнокомандующего Воздушно-космическими силами и уволен в запас.
27 сентября 2017 года избран Председателем Комитета Совета Федерации Федерального собрания Российской Федерации по обороне и безопасности.

26 сентября 2022 года написал рапорт на имя Министра обороны Российской Федерации с просьбой вернуть его на военную службу.

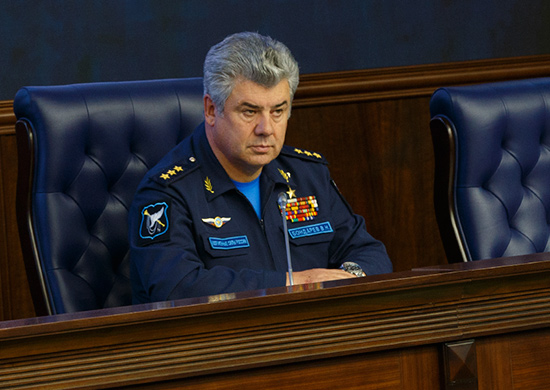
Брифинг о действиях ВКС ВС России в Сирии, 7 октября 2015 года
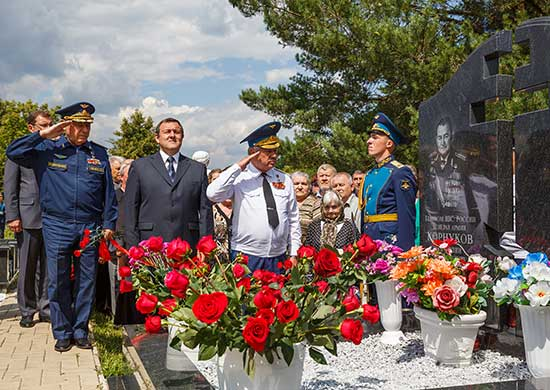
Открытие памятника бывшему главнокомандующему ВВС ВС России А. М. Корнукову, 1 июля 2015 года
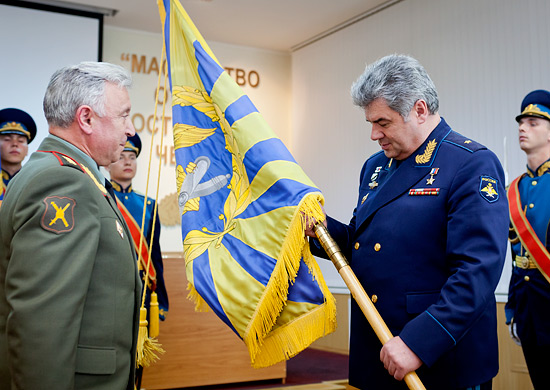
Вручение штандарта Главкома ВВС, 16 мая 2012 года
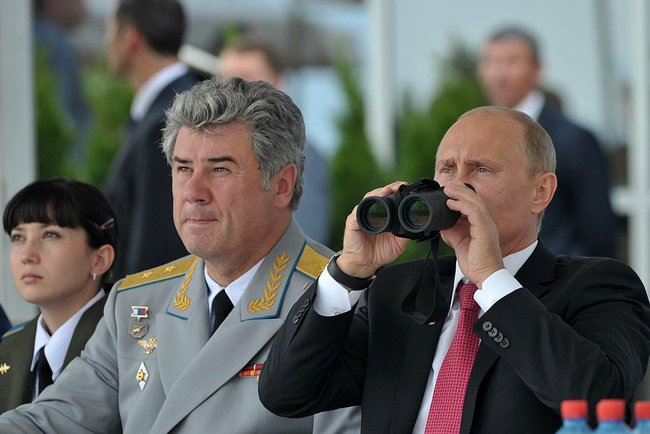
С Президентом России В. В. Путиным на авиашоу, 11 августа 2012 года

## Награды
- Герой Российской Федерации (21 апреля 2000 ) — за мужество и героизм, проявленные при исполнении воинского долга в ходе контртеррористической операции на Северном Кавказе
- Орден «За заслуги перед Отечеством» IV степени (2016)
- Орден Александра Невского (5 июня 2021) — за большой вклад в развитие парламентаризма и многолетнюю добросовестную работу[16]
- Орден Мужества (1995)
- Орден «За службу Родине в Вооружённых Силах СССР» III степени (1984)
- Медаль ордена «За заслуги перед Отечеством» II степени (1995)
- Медаль Жукова
- Медаль «В память 850-летия Москвы»
- Юбилейная медаль «70 лет Вооружённых Сил СССР»
- Медаль «200 лет Министерству обороны»
- Медаль «За воинскую доблесть» I степени

- Медаль «За отличие в военной службе» I степени
- Медаль «За отличие в военной службе» II степени
- Медаль «За безупречную службу» III степени
- Медаль «За возвращение Крыма»
- Памятный знак «200 лет Военно-топографическому управлению Генерального штаба»
- Медаль «За честь и мужество» (2015, Алтайский край)[17]
- Медаль «За укрепление государственной системы защиты информации» I степени
- Орден Святителя Николая Чудотворца (династический) III степени
- Заслуженный военный лётчик Российской Федерации (2010)
- Военный лётчик-снайпер
- Почётный знак «За добросовестный труд и профессионализм» (2 декабря 2019, Воронежская область) — за многолетнюю безупречную службу, большие заслуги в укреплении обороноспособности страны и в связи с 60-летием со дня рождения